# Aitana Kasulin
Aitana Kasulin ist eine argentinische Komponistin und Musikpädagogin.
Kasulin war von 1983 bis 1989 Schülerin der bulgarischen Pianistin Sneyana Zajarieva. 1990 besuchte sie beim Musikcamp in Bariloche einen Workshop für junge Komponisten mit Gerardo Gandini, Mariano Etkin und Marta Lambertini und einen von der Fundación Antorchas  und dem Verlag Ricordi veranstalteten Kurs für zeitgenössische Kompositionstechnik bei Francisco Kröpfl. 1992 besuchte sie einen Kompositionskurs von Cristóbal Halffter in Santiago de Compostela und nahm an den Darmstädter Ferienkursen teil.
Von 1991 bis 1993 unterrichtete Kasulin an der Escuela de Bellas Artes in Quilmes, danach bis 1995 an der Schule des Sindicato Argentino de Músicos (SADEM) und am Provinzialkonservatorium von Tandil. An der Universidad Nacional de Quilmes unterrichtete sie von 1992 bis 2004 Gehörbildung, Stilistik und Orchestration, am Konservatorium von Buenos Aires von 2002 bis 2011 Harmonie- und Formenlehre, Analyse und Kontrapunkt und am Instituto Universitario Nacional de Arte (IUNA) von 2009 bis 2011 Kontrapunkt und Harmonielehre.

## Werke
- Herencias für Bayan, 2010
- Tres piezas sencillas para acordeón für Akkordeon und Klavier, 2010
- Suite para Marionetas für Flöte, 2009
- Piezas a dos voces, 2008
- Titubeando für Tuba, 2006
- Piezas Cortas für Klavier, 2006
- El Destartalado und La Retaguardia, Tangos für Klavier, 2006
- Acerca del Agua, Saxophonquartett, 2006
- Endechas für Tonband, 2005
- Puppet´s Dance für Marimba, 2005
- Hechizos y Conjuros, Kammeroper für Kinder, 2002–03
- Sobre los pies de Azar II für Bandoneon, 2001
- Trío de Cuerdas, 2000
- Autopista al Sur für zwei Flöten und zwei Oboen, 1999
- El Yeite für Klavier, 1998
- Endechas für Flöte, Tonband, zwei Tänzer und Video nach Texten von Alejandra Pizarnik, 1997
- La Maga für Flöte, 1997
- Sobre los Pies del Azar I für elektrischen Bass, 1997
- Gotanes für 11 Instrumente, 1996
- Zufall für Harfe, 1996
- Cuarteto de Cuerdas II, 1996
- Ceremonias für Saxophon, 1995
- Senza fine, elektroakustische GRuppeninstallation, 1995
- Octeto für Flöte, Oboe, Klarinette, Horn, Klavier, Violine, Viola und Kontrabass, 1995
- Esbozos für Klavier, 1992
- Dock Sud, Streichquartett, 1992
- ... escribía silencios, fijaba el vértigo... für Oboe, Streichtrio und Perkussion, 1990
- Tan solo murmurando..., Trio für Flöte, Klavier und Perkussion, 1990
- Shinonka für Sopran, Klarinette, Perkussion und Cello, 1990
- Relato für Klarinette, Vibraphon, Streichtrio und Perkussion, 1989
- Inicios Obra Sinfónico Coral (Texte von Octavio Paz), 1989
- ... Y los Sollozos... für Chor (Text von Pablo Neruda), 1989
- Cuarteto de Cuerdas I, 1989
- Schauspielmusik zu Leonce und Lena von Georg Büchner, 1987

## Quelle
- Compositoes & Intérpretes - Aitana Kasulin

| Personendaten    | Personendaten                                |
| ---------------- | -------------------------------------------- |
| NAME             | Kasulin, Aitana                              |
| KURZBESCHREIBUNG | argentinische Komponistin und Musikpädagogin |
| GEBURTSDATUM     | 20. Jahrhundert                              |